# 霍尔格·汉松
霍尔格·汉松（瑞典語：Holger Hansson，1927年1月26日—2014年1月17日），瑞典男子足球运动员，司职后卫。他曾代表瑞典国家队参加1952年夏季奥林匹克运动会足球比赛，获得一枚铜牌。